# Musas (álbum)
Musas —oficialmente Musas (Un homenaje al folclore latinoamericano en manos de Los Macorinos, vol. 1)—  es el nombre del quinto álbum de estudio y el segundo álbum homenaje grabado por la cantante mexicana Natalia Lafourcade en colaboración con el dúo de guitarristas Los Macorinos, integrado por el mexicano Miguel Peña y el argentino Juan Carlos Allende.Se lanzó el 5 de mayo de 2017 por la compañía discográfica Sony Music México.
Como indica su nombre completo es el volumen 1, que se complementa con otro álbum, el Musas (volumen 2) publicado el 9 de febrero de 2018.

## Sobre el álbum
Natalia Lafourcade luego de ganar un premio Grammy y  cinco premios Grammy Latino por su álbum Hasta la raíz del año 2015. Durante el año 2016 comenzó a trabajar en secreto en un álbum íntimo. Para ello escogió trabajar con un dúo de guitarristas llamado Los Macorinos formado por el mexicano Miguel Peña y el argentino Juan Carlos Allende, quienes habían colaborado con Chavela Vargas y con Eugenia León.
El álbum cuenta con cinco canciones propias de Lafourcade y siete versiones de canciones antiguas, entre las que se encuentra una colaboración con Omara Portuondo en la canción «Tú me acostumbraste», la versión en español de la canción That's Amore, además de una canción instrumental: «Vals poético» de Felipe Villanueva.

## Lista de canciones
| Musas (Un homenaje al folclore latinoamericano en manos de Los Macorinos, vol. 1) |                                                              |                                              |          |  |
| N.º                                                                               | Título                                                       | Escritor(es)                                 | Duración |  |
| 1.                                                                                | «Tú sí sabes quererme»                                       | Natalia Lafourcade                           | 4:05     |  |
| 2.                                                                                | «Soledad y el mar»                                           | Natalia Lafourcade, David Aguilar            | 3:35     |  |
| 3.                                                                                | «Mexicana hermosa»                                           | Natalia Lafourcade, Gustavo Guerrero         | 3:30     |  |
| 4.                                                                                | «Qué he sacado con quererte»                                 | Violeta Parra                                | 4:26     |  |
| 5.                                                                                | «Rocío de todos los campos»                                  | Natalia Lafourcade                           | 4:49     |  |
| 6.                                                                                | «Mi tierra veracruzana»                                      | Natalia Lafourcade                           | 3:46     |  |
| 7.                                                                                | «Te vi pasar»                                                | Agustín Lara                                 | 2:39     |  |
| 8.                                                                                | «Son amores» (versión en español de la canción That's Amore) | Jack Brooks, Harry Warren                    | 3:45     |  |
| 9.                                                                                | «Tú me acostumbraste» (con Omara Portuondo)                  | Frank Domínguez                              | 3:08     |  |
| 10.                                                                               | «Soy lo prohibido»                                           | Roberto Cantoral, Francisco Dino López Ramos | 3:44     |  |
| 11.                                                                               | «Tonada de luna llena»                                       | Simón Díaz                                   | 5:00     |  |
| 12.                                                                               | «Vals poético» (Instrumental)                                | Felipe Villanueva                            | 3:18     |  |
| 45 min.                                                                           |                                                              |                                              |          |  |

### Origen de las canciones[nota 1]
| País               | Cantidad | Canciones                  |
| ------------------ | -------- | -------------------------- |
| México             | 8        | 1, 2, 3, 5, 6, 7 y 12      |
| Chile              | 1        | Qué he sacado con quererte |
| Estados Unidos     | 1        | Son amores                 |
| Cuba               | 1        | Tú me acostumbraste        |
| Venezuela          | 1        | Tonada de luna llena       |
| México · Argentina | 1        | Soy lo prohibido           |

## Certificaciones
| País   | Organismo certificador | Certificación | Ventas certificadas | Ref.  |
| ------ | ---------------------- | ------------- | ------------------- | ----- |
| México | AMPROFON               | Platino       | 60 000              | [ 6 ] |